# Jämlitz-Klein Düben
Jämlitz-Klein Düben (Sorbisch:Jemjelica-Źěwink) is een gemeente in de Duitse deelstaat Brandenburg, en maakt deel uit van de Landkreis Spree-Neiße.
Jämlitz-Klein Düben telt 445 inwoners.